# I Dinamici
I Dinamici è stata una serie a fumetti antologica pubblicata in Italia per 226 numeri dal 24 dicembre 1948 al 7 luglio 1955; presentava storie a fumetti di personaggi diversi come Dick Lepre di Cesare Solini e Gino Cossio, Kid Meteora di Roberto Renzi e Augusto Pedrazza; Aquila rossa e i condottieri di Benedetto Resio; Rex, lo sparviero del mare di vincenzo e Antonio ChiOmenti; Schizzo di Paolo Piffarerio, Nik Skarter, Carabina Jones, Gim Falco, Alan, Scarí e Joe Ring e il Piccolo Clown di Pini Segna.